# Округ Каша (Ајдахо)
Каша (енгл. Cassia County) је округ у америчкој савезној држави Ајдахо.

## Демографија
По попису из 2010. године број становника је 22.952, што је 1.536 (7,2%) становника више него 2000. године.
| Група             | 2000.          | 2010.          |
| Белци             | 16.982 (79,3%) | 16.742 (72,9%) |
| Афроамериканци    | 36 (0,2%)      | 64 (0,3%)      |
| Азијати           | 79 (0,4%)      | 108 (0,5%)     |
| Хиспаноамериканци | 4.013 (18,7%)  | 5.724 (24,9%)  |
| Укупно            | 21.416         | 22.952         |